# Microporus luteoceraceus
Microporus luteoceraceus är en svampart som beskrevs av D.A. Reid 1986. Microporus luteoceraceus ingår i släktet Microporus och familjen Polyporaceae.   Inga underarter finns listade i Catalogue of Life.